# درک رسانه‌ها
درک رسانه‌ها: گسترش دامنه‌های انسان (به انگلیسی: Understanding Media: The Extensions of Man)،
کتابی از مارشال مک لوهان در سال ۱۹۶۴ است که یک بررسی پیشگام در تئوری رسانه‌هاست.

## توضیح کتاب
به باور مک لوهان رسانه‌ها خود، و نه محتوایی که دارند، باید در مرکز توجه بررسی قرار گیرند. به باور او: «ابزار رسانه» بر جامعه تأثیر می‌گذارد، در حالی‌که به جای محتوا، به وضوح نقش آن است که واسطهٔ ویژگی‌های آن رسانه است.
مک لوهان به عنوان مثال به لامپ روشنایی اشاره می‌کند. یک لامپ مثل یک روزنامه یا یک برنامهٔ تلویزیونی که دارای مقاله یا محتوا باشد نیست، اما در عین حال رسانه‌ای است که تأثیر اجتماعی دارد. به این معنی که یک لامپ، مردم را قادر می‌سازد فضای شب را در طول شب به گونه‌ای پر کنند که در غیر این صورت این تاریکی است که آن موقعیت‌ها را پوشش خواهد داد. او لامپ را به عنوان یک «رسانهٔ بدون هیچ محتوا» توصیف می‌کند. بنا بر تعریف مک لوهان: «یک لامپ صرفاً با «حضور خود» محیط را ایجاد می‌کند»
او باور داشت که محتوا تأثیر کمی بر جامعه دارد؛ به عبارت دیگر، اگر یک برنامهٔ تلویزیونی برای نشان‌دادن یک مثال- یک برنامهٔ کودکان، یا برنامه‌ای خشونت‌آمیز تلویزیونی را پخش کند، تأثیر تلویزیون بر جامعه، یکسان خواهد بود. او به این نکته اشاره می‌کند که همهٔ رسانه‌ها دارای ویژگی‌هایی هستند که بیننده را با شیوه‌های مختلفی درگیر می‌کند؛ به عنوان مثال، عبارتی در یک کتاب می‌تواند همان لحظه که خواننده اراده کند بازخوانی شود، اما یک فیلم باید مجدداً به‌طور کامل نمایش داده شود تا بتوان هر قسمت آن را دوباره دید. (امروز سینما و شوهای زنده این‌گونه‌است).
این کتاب منبع عبارت بسیار شناخته‌شده ی: «رسانه پیام است» و یک شاخص پیشرو از تحولات فرهنگ‌های محلی با ارزش‌های جهانی‌است. این کتاب به شدت بسیاری از دانشگاهیان، نویسندگان و نظریه پردازان اجتماعی را تحت تأثیر قرار داده‌است.